# Distrito de Canoas de Punta Sal
El distrito de Canoas de Punta Sal es uno de los tres que conforman la provincia de Contralmirante Villar ubicada en el departamento de Tumbes en el Norte del Perú. Limita por el norte y por el oeste con el golfo de Guayaquil (océano Pacífico); por el noreste con el distrito de Zorritos; por el sureste con el distrito de Casitas; y, por el suroeste con el departamento de Piura.

## Historia
El distrito fue creado el 3 de abril del 2006 mediante Ley N.º 28707, en el gobierno del presidente Alejandro Toledo Manrique.

## Geografía
Cuenta con una superficio de 623.34 km². Su capital es la villa de Cancas que está a 6 m s. n. m.

## Demografía

### Población
Según el censo 2007 el distrito tiene una población de 4 429 habitantes.

### Religión
Según datos del censo de 2007, el 83 % de la población del distrito es católica, el 13 % es miembro de alguna iglesia evangélica, el 2 % manifiesta no profesar ninguna religión, mientras que el 2 % dice profesar alguna otra creencia. 
En el caso de los católicos, desde el punto de vista jerárquico de la Iglesia católica, forman parte de la Vicaría foránea de Tumbes de la arquidiócesis de Piura.

## Localidades
Además de su capital, Cancas, el distrito tiene los siguientes centros poblados:
| - Plateritos - Punta Meros - Plateritos-Campo - Canoas - Salao Grande - Punta Sal - Carpitas - Quebrada Seca - La Noria - Pajaritos |  | - Negritos - Urban - Cerro Pelado - El Hipal - Angolo - Barrancos (Corral de Ovejas) - Fernández - Fernández Bajo - Los Delfines - Salao Chico |  | - Zapotitos - El Bravo - El Curo |

## Autoridades

### Municipales
- 2015 - 2018[4]
  - Alcalde: José Antonio Llenque Jacinto, del Movimiento Unidad Canoense (UC).
  - Regidores: Pablo Víctor Lazo Maza (UC), José Gerardo Vite More (UC), Erick Juan Estrada Vilcaromero (UC), Anlly Olinda Romero Alvarado (UC), Carlos Rodolfo Amaya Villegas (FAENA).
- 2011 - 2014[5]
  - Alcalde: Marcos Herrera Tume, del Partido Fuerza 2011 (K).
  - Regidores: Reynaldo López Cruz (K), María Victoria Quiroga Antón (K), Alex David Apolo Romero (K), María Magaly Eche Purizaca (K), Carlos Artemio Eche Martínez (Alianza para el Progreso).[6]

### Policiales
- Comisario: PNP.